# 기계 유씨 묘역 및 신도비
기계 유씨 묘역 및 신도비는 대한민국 경기도 남양주시 화도읍 차산리에 있다. 2011년 1월 11일 남양주시의 향토유적 제9호로 지정되었다.

## 개요
유강(1510∼1570)은 조선 전기 문신으로 자는 강지(絳之), 시호는 숙민(肅敏)이다. 예조판서를 지낸 여림(汝霖)의 아들로 도승지, 한성부판윤, 공조판서, 호조판서 등을 역임하였다. 묘역은 원차산마을 기계 유씨 문중 묘역의 제일 좌측에 남향하여 위치해 있으며 원형분묘로 하단에는 호석을 둘렀다. 정부인 전주 이씨 및 정부인 의령 남씨와의 합장묘로 되어 있으며 혼유석, 상석, 향로석, 망주석, 문인석 등의 석물을 갖추고 있다. 묘표는 봉분 중앙에 위치하여 대석, 월두형 비으로 되어 있다. 건립연대는 1572년이다. 신도비는 유강 묘 아래 길 옆에 정자각을 세워 보존하고 있다. 1639년에 세워진 것으로 대석과 이수에 용문양을 새겼는데, 이정구가 찬하고, 현손인 유황이 쓰고, 김광현이 전자를 쓰고 증손 유성증이 세웠다.

## 같이 보기
- 유강